# Глен-Сент-Мері (Флорида)
Глен-Сент-Мері (англ. Glen St. Mary) — місто (англ. town) в США, в окрузі Бейкер штату Флорида. Населення — 463 особи (2020).

## Географія
Глен-Сент-Мері розташований за координатами 30°16′30″ пн. ш. 82°9′37″ зх. д. / 30.27500° пн. ш. 82.16028° зх. д. (30.275095, -82.160209).  За даними Бюро перепису населення США в 2010 році місто мало площу 1,20 км², уся площа — суходіл.

## Демографія
Згідно з переписом 2010 року, у місті мешкало 437 осіб у 178 домогосподарствах у складі 123 родин. Густота населення становила 364 особи/км².  Було 188 помешкань (157/км²).
Расовий склад населення:
| - 94,5 % — білих - 2,5 % — чорних або афроамериканців - 0,7 % — азіатів - 0,5 % — корінних американців |

До двох чи більше рас належало 1,6 %. Частка іспаномовних становила 1,8 % від усіх жителів.
За віковим діапазоном населення розподілялося таким чином: 26,1 % — особи молодші 18 років, 61,8 % — особи у віці 18—64 років, 12,1 % — особи у віці 65 років та старші. Медіана віку мешканця становила 36,5 року. На 100 осіб жіночої статі у місті припадало 89,2 чоловіків;  на 100 жінок у віці від 18 років та старших — 85,6 чоловіків також старших 18 років.
Середній дохід на одне домашнє господарство  становив 40 993 долари США (медіана — 35 208), а середній дохід на одну сім'ю — 46 425 доларів (медіана — 37 125). За межею бідності перебувало 15,3 % осіб, у тому числі 10,5 % дітей у віці до 18 років та 2,8 % осіб у віці 65 років та старших.
Цивільне працевлаштоване населення становило 193 особи. Основні галузі зайнятості: освіта, охорона здоров'я та соціальна допомога — 23,3 %, мистецтво, розваги та відпочинок — 15,5 %, роздрібна торгівля — 11,9 %, будівництво — 11,9 %.